# WOWK-TV
WOWK-TV est une station de télévision américaine située à Huntington (Virginie-Occidentale) appartenant à Nexstar Media Group et affiliée au réseau CBS. Elle sert aussi le marché de Charleston.

## Télévision numérique terrestre
| Canal virtuel | Image | Ratio | Programmation                          |
| ------------- | ----- | ----- | -------------------------------------- |
| 13.1          | 1080i | 16:9  | Programmation principale WOWK-TV / CBS |
| 13.2          | 480i  | 16:9  | Court TV Mystery (en)                  |
| 13.3          | 480i  | 16:9  | Laff (en)                              |
| 13.4          | 480i  | 16:9  | Grit (en)                              |